# ミランダ・オットー
ミランダ・オットー（Miranda Otto, 1967年12月16日 - ）は、オーストラリア出身の女優。現在はアメリカ合衆国に拠点を置いている。

## 来歴

### 生い立ち
クィーンズランド州ブリスベン出身。シェイクスピアの戯曲『テンペスト』に登場する美女にちなんで名付けられた。父親はオーストラリアを中心に活動している俳優のバリー・オットー、母親のリンゼイは元女優、異母妹のグレイシーは女優。1973年に両親は別居するが、週末を父親と過ごし、演技の道に進むことを考え始める。子供時代は友達と脚本を書いたり、衣装を作ったりして遊んだという。10代の頃はバレリーナになることも考えたが、背中を痛めて断念する。1990年にオーストラリア国立演劇学院（NIDA）を卒業。卒業前より『鮮血の13階』といった映画に出演していた。

### キャリア
17歳でタイトルロールを演じた『Emma's War』以来、オーストラリア国内では人気のある若手女優となった。1996年公開の初主演作品『ラブ・セレナーデ』がカンヌ国際映画祭カメラ・ドールを受賞し、国外でもその名を知られるようになる。
2000年公開の『ホワット・ライズ・ビニース』でハリウッド進出を果たし、2002年公開のピーター・ジャクソン監督の大作『ロード・オブ・ザ・リング』三部作でのエオウィン姫役で一躍有名になった。
2005年のスティーヴン・スピルバーグ監督作品『宇宙戦争』ではトム・クルーズ演じる主人公の妻役で出演。2007年には『スターター・ワイフ』と『カシミアマフィア』というテレビシリーズに出演。

### 私生活
1997年から2000年までオーストラリア人俳優のリチャード・ロクスバーグと交際。
2003年1月1日にオーストラリア人俳優のピーター・オブライエンと結婚。2005年4月1日に長女（ダーシー）を出産。現在ではオーストラリアを拠点としている。

## 主な出演作品
| 公開年    | 邦題 原題                                                                              | 役名                   | 備考                                        |
| --------- | -------------------------------------------------------------------------------------- | ---------------------- | ------------------------------------------- |
| 1986      | Emma's War                                                                             | エマ                   | 日本未公開                                  |
| 1988      | 鮮血の13階 The 13th Floor                                                              | レベッカ               | 日本未公開                                  |
| 1991      | The Girl Who Came Late                                                                 | ネル                   | 日本未公開                                  |
| 1996      | ラブ・セレナーデ Love Serenade                                                         | ディミティ             |                                             |
| 1997      | 女と女と井戸の中 The Well                                                              | キャサリン             |                                             |
| 1997      | 恋する2000マイル True Love and Chaos                                                   | ミミ                   | 日本未公開                                  |
| 1998      | シン・レッド・ライン The Thin Red Line                                                 | マーティ・ベル         |                                             |
| 1999      | ジャック・ブル The Jack Bull                                                           | コーラ                 | テレビ映画                                  |
| 2000      | 禁猟区 Kin                                                                             | アンナ                 | 日本未公開                                  |
| 2000      | ホワット・ライズ・ビニース What Lies Beneath                                           | メアリー               |                                             |
| 2001      | ヒューマン・ネイチュア Human Nature                                                    | ガブリエル             |                                             |
| 2002      | ロード・オブ・ザ・リング/二つの塔 The Lord of the Rings: The Two Towers                | エオウィン             |                                             |
| 2003      | ロード・オブ・ザ・リング/王の帰還 The Lord of the Rings: The Return of the King        | エオウィン             |                                             |
| 2004      | フライト・オブ・フェニックス Flight of the Phoenix                                     | ケリー                 |                                             |
| 2005      | 宇宙戦争 War of the Worlds                                                             | メリー・アン・フェリエ |                                             |
| 2007      | スターター・ワイフ The Starter Wife                                                    | クリケット             | テレビシリーズ                              |
| 2007      | カシミアマフィア Cashmere Mafia                                                        | ジュリエット           | テレビシリーズ                              |
| 2009      | IN HER SKIN/イン・ハー・スキン In Her Skin                                             | ミセス・バーバー       | 日本未公開                                  |
| 2009      | Blessed                                                                                | ビアンカ               | 日本未公開                                  |
| 2010      | South Solitary                                                                         | メレディス             | 日本未公開                                  |
| 2014      | アイ・フランケンシュタイン I, Frankenstein                                             | リオノア               |                                             |
| 2014      | ミッション・ワイルド The Homesman                                                      | シオリーン・ベルナップ |                                             |
| 2015      | HOMELAND Homeland                                                                      | アリソン・カー         |                                             |
| 2017      | 24:レガシー 24: Legacy                                                                 | レベッカ・イングラム   |                                             |
| 2017      | アナベル 死霊人形の誕生 Annabelle: Creation                                            | エスター・マリンズ     |                                             |
| 2018-2019 | サブリナ: ダーク・アドベンチャー Chilling Adventures of Sabrina                        | ゼルダ・スペルマン     | Netflixにて配信                             |
| 2018      | ホンモノの気持ち Zoe                                                                   |                        | 地域によりAmazon あるいは Netflixにより配信 |
| 2019      | ザ・サイレンス 闇のハンター The Silence                                                | ケリー・アンドリュース | Netflixにて配信                             |
| 2020      | ダウンヒル Downhill                                                                    | シャーロット           | 日本未公開                                  |
| 2022      | TALK TO ME トーク・トゥ・ミー Talk to Me                                               | スー                   |                                             |
| 2024      | ロード・オブ・ザ・リング/ローハンの戦い The Lord of the Rings: The War of the Rohirrim | エオウィン             | 声の出演                                    |

## エピソード
- 「週刊少年ジャンプ」に連載中の星野桂作の『D.Gray-man』のエクソシスト、ミランダ・ロットーは彼女の名にちなんでいる[要出典]。